# Richard Beymer
George Richard Beymer, Jr., född 20 februari 1938 i Avoca, Iowa, är en amerikansk skådespelare.
Beymer är främst känd för rollen som Tony i filmversionen av musikalen West Side Story från 1961, men har även medverkat bland annat i tv-serien Twin Peaks där han spelade Benjamin Horne, Audrey Hornes pappa.

## Filmografi (i urval)
- 1951 – Fjorton timmar
- 1953 – Ödets perrong
- 1957 – Johnny rebell
- 1959 – Anne Franks dagbok
- 1961 – West Side Story
- 1962 – Den längsta dagen
- 1987–1996 – Mord och inga visor (TV-serie) (sex avsnitt)
- 1990–1991 – Twin Peaks (TV-serie) (30 avsnitt)
- 1994 – Min tjej 2
- 1996 – Foxfire